# 7330 Annelemaître
7330 Annelemaître eller 1985 TD är en asteroid i huvudbältet som upptäcktes den 15 oktober 1985 av den amerikanske astronomen Edward L.G. Bowell vid Anderson Mesa Station. Den är uppkallad efter den belgiska matematikern Anne Lemaître.
Asteroiden har en diameter på ungefär 4 kilometer.